# 1988 en gymnastique
| Années de la gymnastique : 1985 - 1986 - 1987 - 1988 - 1989 - 1990 - 1991    |
| Décennies de la gymnastique : 1950 - 1960 - 1970 - 1980 - 1990 - 2000 - 2010 |

Les faits marquants de l'année 1988 en gymnastique